# غلاطية

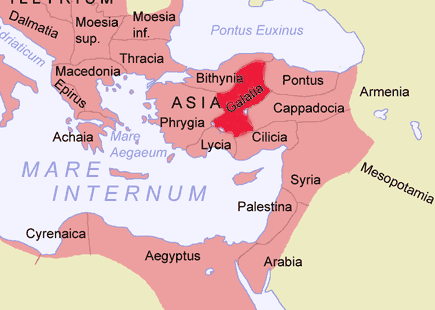
غلاطية كمقاطعة رومانية

غَلَاطِيَّة منطقة قديمة تقع في وسط الأناضول بين نهري هاليس (قيزيل إرماك اليوم) وسنجاريوس (في سقارية). عاش بها القلط منذ القرن الثالث قبل الميلاد إلى أن تأثروا بالحضارة الهيلينية. تمسّك أهل غلاطية بلغتهم وعاداتهم وتقاليدهم بالرغم من ابتعادهم عن مراكز الحضارة القلطية. احتوت غلاطية على العديد من الضرائح المعروفة باسم «درنميتون». انتشرت المسيحية في تلك المنطقة بعد توجيه بولس الطرسوسي رسالة إلى أهل غلاطية. وفي القرن الخامس ذكر جيروم بأن لغة أنقرة كانت شبيهة باللغة المستخدمة قرب مدينة ترير بالقرب من نهر الموزل الواقع بين ألمانيا وفرنسا اليوم.

## أعلام
- جيلمار